# Microsoft Copilot
Microsoft Copilot ist eine Assistentenfunktion mit künstlicher Intelligenz für Microsoft-365-Anwendungen und -Dienste, Windows 11 und Microsoft Bing und gleichzeitig eine native Mobile App. Die Integration von Copilot in Microsoft 365, die am 16. März 2023 angekündigt wurde, war zunächst für eine kleine Anzahl von Unternehmen und Einzelpersonen zu Testzwecken verfügbar. Copilot nutzt das große Sprachmodell GPT-4 von OpenAI mit Microsoft Graph, um Benutzer bei einer Reihe von Aufgaben zu unterstützen. Außerdem ersetzt die App die Sprachassistenz-Software Cortana.
Der Microsoft-CEO Satya Nadella bezeichnet eine Software, die eine Aufgabe in Interaktion mit dem Benutzer erledigt, als Copilot-Software. Im Gegensatz dazu würden Autopilot-Softwaresysteme eine Aufgabe ohne Benutzerinteraktion ausführen.

## Integration

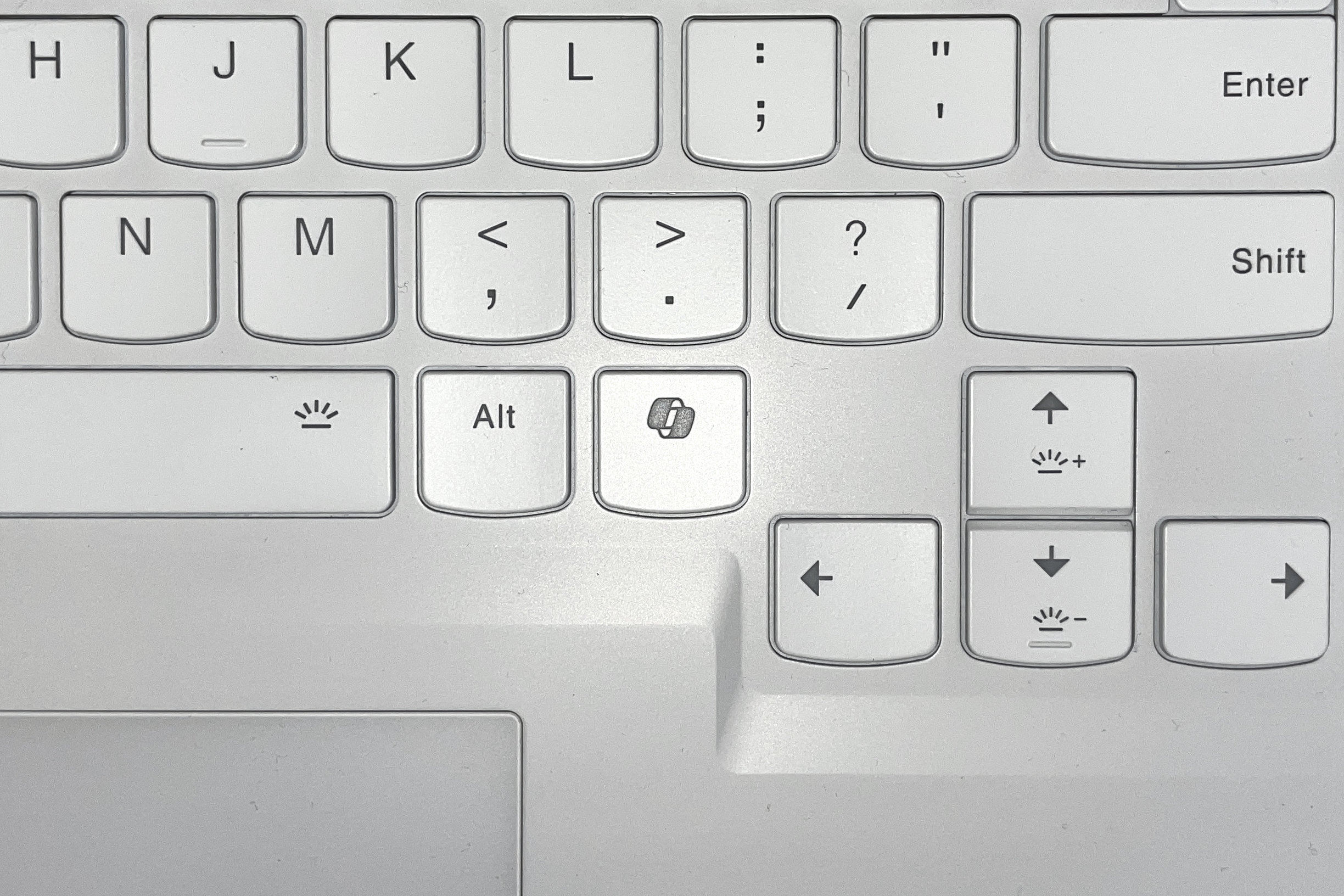
Copilot-Taste auf einer Notebook-Tastatur.

### Software
Microsoft Copilot Funktionen wurden in alle Microsoft-365-Produkte integriert. Dazu gehören Word, Excel, PowerPoint, Outlook, die Viva Plattform, Power BI und Dynamics 365. In Microsoft Teams kann mit dem Copiloten via Chat interagiert werden, analog zum Chatten mit Arbeitskollegen. Copilot ist auch in Microsoft Loop und Whiteboard integriert.
Seit September 2023 wurde Copilot in Windows 11 integriert, agiert dort als zentraler KI-Assistent und kann mehrere Funktionen des Computers, wie Einstellungen, steuern.
Als Security Copilot bzw. Copilot for Security werden Implementierungen in die Microsoft-Defender-Produktfamilie, sowie Intune, Entra, Purview und Priva bezeichnet.

### Hardware
Aktuelle Tastaturen, die für die Nutzung von Copilot+ PCs zertifiziert sind, müssen über eine Copilot-Taste  verfügen, die in der Regel die Menü-Taste ersetzt oder diese als Zweitbelegung abstuft. Das Betätigen der Taste bewirkt unter Windows 11 standardmäßig das Starten bzw. das Wechseln zur Copilot-App. Das Verhalten kann jedoch angepasst werden.

## Recall
Zukünftig soll in Microsoft Windows eine Anwendung mit der Bezeichnung Recall integriert werden. Diese erstellt regelmäßig Screenshots des Computers und indexiert diese mittels KI-Modellen, welche in der Windows Copilot Runtime ausgeführt werden. Die Information wird somit über die Recall-Anwendung durchsuchbar. Die Funktion ist von Datenschützern umstritten, da vertrauliche Daten auf dem Computer des Benutzers gespeichert werden, welche andernfalls nicht oder nur in verschlüsselter Form auf dem Computer vorliegen würden. Die Funktion sollte mit den ersten Copilot+ PCs ausgeliefert werden. Aufgrund der Bedenken der Datenschützer wurde die Einführung von Recall jedoch verschoben.

## Kritik
Andrew Cunningham äußerte auf Ars Technica Bedenken über die Geschwindigkeit, mit der Microsoft in letzter Zeit KI-gestützte Produkte und Investitionen auf den Markt gebracht hat. Dies habe zu Fragen über die ethische Verantwortung bei der Prüfung solcher Produkte geführt.
Eine weitere Kritik besteht darin, dass in Copilot verwaltete Daten mit Standardeinstellungen anfällig gegenüber Prompt Injection sind und beispielsweise für Phishing-Angriffe genutzt werden können.